# Otto Dowling
Otto Carl Dowling (* 28. Februar 1881 in Melrose, Massachusetts; † 14. April 1946 in Trumbull, Connecticut) war ein US-amerikanischer Marineoffizier. Zwischen 1934 und 1936 war er Militärgouverneur von Amerikanisch-Samoa.

## Werdegang
Im Jahr 1903 absolvierte Otto Dowling die United States Naval Academy in Annapolis (Maryland). Anschließend diente er als Offizier in der United States Navy. Während des Ersten Weltkrieges wurde er zum Captain befördert. Danach schied er vorübergehend aus der Marine aus; später wurde er reaktiviert. Im Jahr 1926 leitete er das Lake Denmark Powder Depot der Navy, als es am 10. Juli 1926 zu einer schweren, 19 Tote fordernden Explosion kam, bei der unter anderem auch er verletzt wurde. Dowling, der schwere Verbrennungen erlitten und kurzzeitig das Augenlicht verloren hatte, war bis zu seiner Wiederherstellung für einige Zeit auf einen Rollstuhl angewiesen. Für seinen Umgang mit der Situation während der Explosion wurde er später mit dem Distinguished Service Cross ausgezeichnet.
Zwischen dem 17. April 1934 und dem 15. Januar 1936 war er Gouverneur von Amerikanisch-Samoa. Dort brachte er mit einer rassistischen Politik die einheimische Bevölkerung gegen sich auf. Er verweigerte ihr Mitspracherechte und die Gründung eines eigenen Abgeordnetenhauses. Während des Zweiten Weltkrieges war er Kommandeur eines Marinearsenals in der Nähe von New York City. Otto Dowling starb am 14. April 1946 in Trumbull an einem Herzanfall, den er während einer Autofahrt erlitten hatte. Er wurde auf dem Nationalfriedhof Arlington in Virginia beigesetzt.